# Kecamatan Tanjung (distrikt i Indonesien)
Kecamatan Tanjung är ett distrikt i Indonesien.   Det ligger i provinsen Jawa Tengah, i den västra delen av landet, 230 km öster om huvudstaden Jakarta.